# Olympische Winterspiele 1994/Rennrodeln
Bei den XVII. Olympischen Winterspielen 1994 in Lillehammer fanden drei Wettbewerbe im Rennrodeln statt. Austragungsort war die Olympiske Bob- og Akebane im Ortsteil Hunderfossen.

## Bilanz

### Medaillenspiegel
| Platz | Land        | Gold | Silber | Bronze | Gesamt |
| ----- | ----------- | ---- | ------ | ------ | ------ |
| 1     | Italien     | 2    | 1      | 1      | 4      |
| 2     | Deutschland | 1    | 1      | 1      | 3      |
| 3     | Österreich  | –    | 1      | 1      | 2      |

### Medaillengewinner
| Konkurrenz       | Gold                         | Silber                        | Bronze                      |
| ---------------- | ---------------------------- | ----------------------------- | --------------------------- |
| Einsitzer Männer | Georg Hackl                  | Markus Prock                  | Armin Zöggeler              |
| Einsitzer Frauen | Gerda Weißensteiner          | Susi Erdmann                  | Andrea Tagwerker            |
| Doppelsitzer     | Kurt Brugger, Wilfried Huber | Hansjörg Raffl, Norbert Huber | Stefan Krauße, Jan Behrendt |

## Ergebnisse
(alle Laufzeiten in Sekunden, Gesamtzeiten in Minuten)

### Einsitzer Männer
| Platz | Land | Sportler           | 1. Lauf | 2. Lauf | 3. Lauf | 4. Lauf | Gesamt   |
| ----- | ---- | ------------------ | ------- | ------- | ------- | ------- | -------- |
| 1     | GER  | Georg Hackl        | 50,296  | 50,560  | 50,224  | 50,491  | 3:21,571 |
| 2     | AUT  | Markus Prock       | 50,300  | 50,566  | 50,166  | 50,552  | 3:21,584 |
| 3     | ITA  | Armin Zöggeler     | 50,441  | 50,601  | 50,365  | 50,426  | 3:21,833 |
| 4     | ITA  | Arnold Huber       | 50,558  | 50,763  | 50,546  | 50,551  | 3:22,418 |
| 5     | USA  | Wendel Suckow      | 50,698  | 50,819  | 50,359  | 50,548  | 3:22,424 |
| 6     | ITA  | Norbert Huber      | 50,659  | 50,836  | 50,399  | 50,580  | 3:22,474 |
| 7     | AUT  | Gerhard Gleirscher | 50,857  | 50,811  | 50,352  | 50,549  | 3:22,569 |
| 8     | GER  | Jens Müller        | 50,563  | 50,858  | 50,297  | 50,862  | 3:22,580 |
| 9     | RUS  | Albert Demtschenko | 50,601  | 50,863  | 50,633  | 50,530  | 3:23,114 |
| 10    | AUT  | Markus Schmidt     | 50,664  | 50,870  | 50,750  | 50,830  | 3:23,114 |
|       |      |                    |         |         |         |         |          |
| 15    | GER  | Alexander Bau      | 51,020  | 51,078  | 50,885  | 51,430  | 3:24,413 |
| 27    | LIE  | Marco Felder       | 52,279  | 52,445  | 52,122  | 52,563  | 3:29,409 |
| 29    | CHE  | Reto Gilly         | 52,740  | 52,555  | 52,696  | 52,436  | 3:30,427 |

1. und 2. Lauf: 13. Februar 1994 (10:00 Uhr bzw. 11:30 Uhr) 

3. und 4. Lauf: 14. Februar 1994 (10:00 Uhr bzw. 11:30 Uhr)
33 Teilnehmer aus 18 Ländern, davon 32 in der Wertung.

### Einsitzer Frauen
| Platz | Land | Sportlerin          | 1. Lauf | 2. Lauf | 3. Lauf | 4. Lauf | Gesamt   |
| ----- | ---- | ------------------- | ------- | ------- | ------- | ------- | -------- |
| 1     | ITA  | Gerda Weißensteiner | 48,740  | 48,890  | 48,950  | 48,937  | 3:15,517 |
| 2     | GER  | Susi Erdmann        | 48,989  | 48,893  | 49,340  | 49,054  | 3:16,276 |
| 3     | AUT  | Andrea Tagwerker    | 48,961  | 49,157  | 49,277  | 49,257  | 3:16,652 |
| 4     | AUT  | Angelika Neuner     | 49,055  | 49,152  | 49,315  | 49,379  | 3:16,901 |
| 5     | ITA  | Natalie Obkircher   | 49,046  | 49,252  | 49,181  | 49,458  | 3:16,937 |
| 6     | GER  | Gabriele Kohlisch   | 48,988  | 49,323  | 49,301  | 49,585  | 3:17,197 |
| 7     | RUS  | Irina Gubkina       | 49,167  | 49,231  | 49,376  | 49,424  | 3:17,198 |
| 8     | UKR  | Natalja Jakuschenko | 49,233  | 49,304  | 49,413  | 49,428  | 3:17,378 |
| 9     | LAT  | Anna Orlova         | 49,301  | 49,526  | 49,297  | 49,363  | 3:17,487 |
| 10    | AUT  | Doris Neuner        | 49,331  | 49,717  | 49,319  | 49,459  | 3:17,826 |
|       |      |                     |         |         |         |         |          |
| 14    | GER  | Jana Bode           | 50,099  | 49,296  | 49,467  | 49,239  | 3:18,101 |

1. und 2. Lauf: 15. Februar 1994 (10:00 Uhr bzw. 11:30 Uhr) 

3. und 4. Lauf: 16. Februar 1994 (10:00 Uhr bzw. 11:15 Uhr)
25 Teilnehmerinnen aus 14 Ländern, davon 24 in der Wertung.

### Doppelsitzer Männer
| Platz | Land | Sportler                            | 1. Lauf | 2. Lauf | Gesamt   |
| ----- | ---- | ----------------------------------- | ------- | ------- | -------- |
| 1     | ITA  | Kurt Brugger, Wilfried Huber        | 48,348  | 48,372  | 1:36,720 |
| 2     | ITA  | Hansjörg Raffl, Norbert Huber       | 48,274  | 48,495  | 1:36,769 |
| 3     | GER  | Stefan Krauße, Jan Behrendt         | 48,364  | 48,581  | 1:36,945 |
| 4     | USA  | Mark Grimmette, Jonathan Edwards    | 48,617  | 48,672  | 1:37,289 |
| 5     | USA  | Chris Thorpe, Gordy Sheer           | 48,571  | 48,725  | 1:37,296 |
| 6     | ROM  | Ioan Apostol, Liviu Cepoi           | 48,647  | 48,676  | 1:37,323 |
| 7     | RUS  | Albert Demtschenko, Alexei Selenski | 48,655  | 48,882  | 1:37,477 |
| 8     | CAN  | Bob Gasper, Clay Ives               | 48,728  | 48,963  | 1:37,691 |
| 8     | UKR  | Ihor Urbanskyj, Andrij Muchin       | 48,899  | 48,792  | 1:37,691 |
| 10    | AUT  | Tobias Schiegl, Markus Schiegl      | 48,802  | 48,893  | 1:37,695 |
|       |      |                                     |         |         |          |
| 14    | GER  | Steffen Skel, Steffen Wöller        | 49,217  | 49,091  | 1:38,308 |

Datum: 18. Februar 1994, 10:00 Uhr (1. Lauf), 11:15 Uhr (2. Lauf)
20 Teams aus 15 Ländern, davon 19 in der Wertung.